# 五郷村 (千葉県)
五郷村（ごごうむら）は、千葉県長生郡（上埴生郡）にかつて存在した村である。現在の茂原市の南部に位置している。
村名は5村が合併して成立したことによるもので、茂原市立五郷小学校などにその名をとどめる。

## 沿革
- 1889年（明治22年）4月1日 - 町村制施行により八幡原村、早野村、中善寺村、石神村、綱島村の5村が合併して上埴生郡五郷村が発足。
- 1897年（明治30年）4月1日 - 長柄郡、上埴生郡が統合されて長生郡となる。
- 1952年（昭和27年）4月1日 - 茂原町、東郷村、豊田村、二宮本郷村、鶴枝村と合併し、茂原市を新設。同日五郷村廃止。